# Andorra Endavant
Andorra Endavant és un partit polític andorrà fundat el 18 de novembre de 2021 per la diputada Carine Montaner, que anteriorment va deixar el partit de la Tercera Via.

## Història
El setembre de 2021, Montaner va abandonar la Tercera Via i va anunciar la creació del seu propi partit. El 18 de novembre de 2021, Montaner va anunciar-ne oficialment la creació.
Montaner va explicar en una nota de premsa que "l'ADN del partit" es basa en sis punts i situa en primer lloc "la llibertat de les persones com a dret fonamental danyat en aquest període de la COVID, un dret que defensarem amb capa i espasa". La resta d'elements són la participació ciutadana, la responsabilitat amb una llei de responsabilitat política, la transparència real, la separació de poders i una profunda reforma de la justícia i la meritocràcia.
A les eleccions parlamentàries de 2023, el partit va aconseguir el 16% dels vots i 3 escons al Consell General.

## Resultats electorals

### Eleccions al Consell General
| Any  | Líder                   | Vots  | %       | Escons | +/– | Pos. | Govern |
| ---- | ----------------------- | ----- | ------- | ------ | --- | ---- | ------ |
| 2023 | Carine Montaner Raynaud | 3.067 | 16.00 h | 3 / 28 | Nou | 4t   | TBA    |